# Vörösnyakú rigó
A vörösnyakú rigó (Turdus rufitorques) a madarak osztályának verébalakúak (Passeriformes) rendjébe és a rigófélék (Turdidae) családjába tartozó faj.

## Rendszerezése
A fajt Gustav Hartlaub német ornitológus írta le 1844-ben, Turdus (Merula) rufitorques néven.

## Előfordulása
Mexikó déli részén, valamint Guatemala, Honduras és Salvador területén honos. Természetes élőhelyei a szubtrópusi vagy trópusi hegyi esőerdők, magaslati cserjések és füves puszták, valamint másodlagos erdők, szántóföldek és vidéki kertek. Állandó, nem vonuló faj.

## Megjelenése
Testhossza 26 centiméter, testtömege 70-74 gramm.

## Természetvédelmi helyzete
Az elterjedési területe nagyon nagy, egyedszáma ugyan csökken, de még nem éri el a kritikus szintet. A Természetvédelmi Világszövetség Vörös listáján nem fenyegetett fajként szerepel.